# Ганеева, Венера Ахатовна
Венера Ахатовна Ганеева (тат. Венера Әхәт кызы Ганиева; род. 24 марта 1955, Казань) — советская и российская татарская оперная певица, Народная артистка Российской Федерации (1995) и Республики Татарстан (1992).

## Биография
Родилась в Казани, в музыкальной семье. Отец играл на гармони, мать пела на встречах с гостями. Окончила татарскую школу № 89 имени Г. Ибрагимова, где пела в школьном хоре и ансамбле «Саз» под руководством Рифката Гумерова. Окончила музыкальное училище имени Аухадеева по классу вокала (педагог — К. З. Щербинина) и Казанскую государственную консерваторию в 1982 году (педагоги — В. А. Лазько и Н. К. Даутов). С 1982 года — солистка Татарского академического театра оперы и балета имени Мусы Джалиля.
Дебютировала в постановке Н. К. Даутова — опере Ж. Бизе «Кармен» в роли цыганки Фракситы. Играла также в оперетте И. Кальмана «Цыган-премьер». Первая серьёзная работа — партия Марфы в «Царской невесте» Н. А. Римского-Корсакова. За исполнение партии Джильды в опере Д. Верди «Риголетто» удостоилась похвалы от газеты нидерландского города Гауда, на гастролях в Нидерландах исполняла эту партию 15 раз; также нидерландская пресса отметила исполнение партии Виолетты в «Травиате». В репертуаре Ганеевой большое количество произведений татарских классиков, также она сотрудничает со многими современными татарскими композиторами (Р. Ахиярова, Р. Калимуллин, Л. Батыр-Булгари, Р. Зарипов, В. Усманов) и поэтами (Р. Валеев, Р. Минуллин, Р. Харис). Единственная исполнительница соло-сопрано в спектакле «Пер Гюнт» Э. Грига, также исполняет сложнейшую сопрановую партию в балетах «Тысяча и одна ночь» Ф. Амирова и «Сказание о Йусуфе» Л. Любовского.
Выступала на гастролях в Германии, Бельгии, Венгрии, Америке, Турции, Малайзии, Финляндии, Португалии, Франции, Литве, Латвии, Чехии, Болгарии и на Кипре. Известные роли:
- Джильда («Риголетто», Д. Верди)[1][4]
- Виолетта («Травиата», Д. Верди)[1][4]
- Марфа («Царская невеста», Н. А. Римский-Корсаков)[1][4]
- Розина («Севильский цирюльник», Д. Россини)[1][4]
- Снегурочка («Снегурочка», Н. А. Римский-Корсаков)[1][4]
- Зайтуна («Любовь поэта», Р. Ахиярова)[1][4]
- Гульназ («Крик кукушки», Р. Калимуллин)[4]
- Алтынчеч («Алтынчеч», Н. Г. Жиганов)[1][4]

С 1999 года — заведующая кафедрой сольного пения факультета музыкальных искусств Казанского университета культуры и искусств, профессор. Член жюри республиканских вокальных конкурсов, участница благотворительных концертов, гостья ежегодных праздников «Сабантуй» и «Курбан-Байрам», проводимых в Санкт-Петербурге, Москве, Челябинске, Архангельске, Мурманске.

## Награды
Федеральные
- Почётное звание «Народный артист Российской Федерации» (1995 год) — за большие заслуги в области искусства[5].
- Почётная грамота Президента Российской Федерации (2018 год) — за заслуги в развитии отечественной культуры  и искусства, многолетнюю плодотворную деятельность[6].
- Орден Почёта (2020 год) — за большой вклад в развитие отечественной культуры и искусства, многолетнюю плодотворную деятельность[7].
- Орден Дружбы (2006 год) — за заслуги в области культуры и искусства, многолетнюю плодотворную работу[8].
- Медаль «В память 1000-летия Казани» (2005 год)[9].
- Медаль «200 лет МВД России» (2004 год)[10].

Татарстанские
- Почётное звание «Народный артист Республики Татарстан» (1992 год)[11].
- Орден «За заслуги перед Республикой Татарстан» (2010 год) — за выдающиеся заслуги в области музыкального и театрального искусства, многолетний плодотворный творческий труд на благо Республики Татарстан[12].
- Орден «Дуслык» (2025 год) — за значительный вклад в развитие культуры и искусства, многолетнюю плодотворную творческую деятельность[13].
- Государственная премия Республики Татарстан имени Габдуллы Тукая (1997 год) — за исполнение партий Джильды в «Риголетто» Дж. Верди, Розины в «Севильский цирюльник» Дж. Россини, Алтынчеч в «Алтынчеч» («Алтынчәч») Н. Жиганова[14]
- Занесение в Книгу почёта Казани (2015 год)[15].